# TV Brasil Maranhão
TV Brasil Maranhão é uma emissora de televisão brasileira sediada em São Luís, capital do estado do Maranhão. Opera no canal 2 (34 UHF digital), e é afiliada à TV Brasil. Inaugurada pelo Governo do Estado do Maranhão em 1969, é uma das mais antigas emissoras educativas do país, sendo a pioneira na exibição de teleaulas. Atualmente, é administrada pelo Instituto Federal do Maranhão, sob o escopo da Rede Nacional de Comunicação Pública da Empresa Brasil de Comunicação.

## História

### TVE Maranhão (1969–2007)
Em 1969, o Governo do Estado do Maranhão cria a TV Educativa do Maranhão, a segunda emissora de televisão do estado a entrar no ar, após a fundação da TV Difusora em 1963. A TVE foi a pioneira do tele-ensino no estado e no Brasil, transmitindo várias teleaulas ao longo do dia. Porém, a sua audiência chegava praticamente a zero. Com a criação da TVE Rio de Janeiro em 1975, a emissora passou a receber fitas para compor sua programação, mantendo a exibição de tele-aulas no período da tarde. A TVE Rio de Janeiro tornou-se rede em 1983, e a TVE Maranhão foi uma de suas primeiras afiliadas.
Em 1991, o Governo do Estado do Maranhão repassou o controle da TVE para a União, que passou a gerencia-la através da Fundação Roquette Pinto, que mantinha a TVE Brasil no ar. Em 2005, a TVE Maranhão deixou de exibir teleaulas, mantendo apenas a produção do telejornal TVE Notícias, exibido de segunda a sexta, e da Santa Missa nas manhãs de domingo.

### Emissora própria da TV Brasil (2007–2019)
Em 2007, a ACERP e a Radiobrás, bem como a TV Nacional de Brasília, são incorporadas a Empresa Brasil de Comunicação, com o intuito de gerar uma nova Rede Pública de Televisão. Em 2 de dezembro de 2007, às 11h (12h em Brasília), é inaugurada a TV Brasil, e a TVE Maranhão passa a se chamar TV Brasil Maranhão, tornando-se uma de suas quatro emissoras próprias.
A partir daí, a emissora sofreu várias reformulações: o TVE Notícias, que era exibido entre 18h30 e 19h, é substituído pelo Maranhão Notícias, agora em novo horário, das 12h às 12h30. A Santa Missa, que era exibida aos domingos, às 8h, continuou no mesmo horário. Alguns telespectadores esperavam que a emissora voltasse a transmitir teleaulas, o que já não era mais feito desde 2005, Porém, a EBC não cogitou essa possibilidade.
Em novembro de 2012, o telejornal Maranhão Notícias é substituído pelo Repórter Maranhão, seguindo a padronização dos telejornais locais da TV Brasil. Em junho de 2013, a TV Brasil Maranhão transmitiu ao vivo as festas juninas da cidade de São Luís, diretamente dos arraiais da Praça Maria Aragão (13 e 14 de junho) e Lagoa da Jansen (20 e 21 de junho). Em 22 de junho, a emissora iria participar de um pool organizado pela TV Brasil com a TVE Bahia, TV UFPB e a TV Universitária do Recife para transmitir para todo o Brasil as festas juninas no Nordeste. No entanto, em função das manifestações contra o governo do estado que haviam sido marcadas para aquele dia, a emissora decidiu ficar fora da transmissão.
Em 2016, a TV Brasil Maranhão deixou de produzir a Santa Missa local, passando a exibir a Missa de Aparecida gerada pela TV Aparecida e retransmitida pela TV Brasil. Com isso, o Repórter Maranhão passou a ser o único programa local da emissora. Em 19 de fevereiro de 2018, com as reformulações na grade da TV Brasil que deram mais espaço ao bloco infantil TV Brasil Animada, o Repórter Maranhão perdeu 15 minutos de duração e deixou de ser exibido ao meio-dia, passando a ir ao ar às 17h15, sem intervalos. Em 9 de abril, o apresentador Edmilson Filho morre vítima de um infarto, após 40 anos como âncora da emissora. Com isso, o telejornal passa a ser apresentado por Luanda Bello.
Em 28 de janeiro de 2019, o Governo Federal anunciou uma reestruturação nos quadros da EBC e demitiu 45 funcionários de cargo comissionado, afetando as operações das filiais da TV Brasil. No caso da emissora maranhense, 30% dos funcionários foram dispensados e o Repórter Maranhão que era o único programa local, foi extinto. A TV Brasil Maranhão passou então a retransmitir 100% da grade nacional, e como não tem anunciantes locais, também deixou de inserir seus próprios comerciais.

### Gestão pelo IFMA (2019–presente)
Em 10 de dezembro, a Empresa Brasil de Comunicação encerrou suas operações no estado do Maranhão, e passou o controle da TV Brasil Maranhão para o Instituto Federal do Maranhão por um prazo de 30 anos, da mesma forma que outros veículos de comunicação gerenciados no modelo da Rede Nacional de Comunicação Pública (RNCP). Com isso, a TV Brasil Maranhão deixou de ser uma emissora própria da TV Brasil. Em 3 de fevereiro de 2020, o IFMA assumiu o controle definitivo da emissora, criando o Centro de Referência Tecnológica (CERTEC), que absorveu seus profissionais e passou, entre outras funções, a administrar e utilizar a sua estrutura para o pólo de educação à distância do instituto e os conteúdos audiovisuais de outros projetos, como o IFMA Digital, TV IFMA e Rádio IFMA.

## Sinal digital

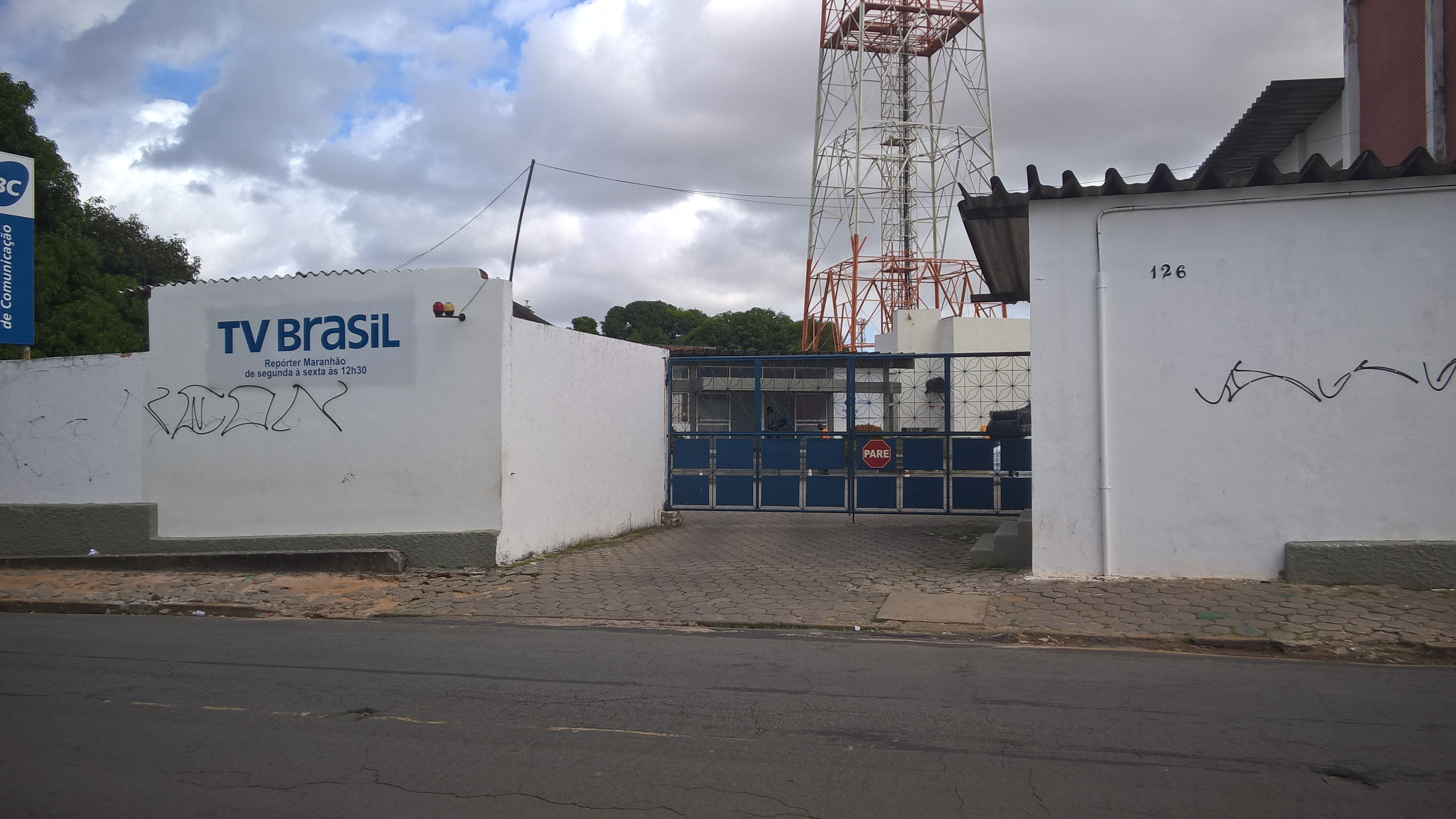
O atual Centro de Referência Tecnológica do IFMA, sede da emissora, localizado no Bairro de Fátima, 2015

A TV Brasil Maranhão ganhou concessão para explorar a transmissão digital em 21 de dezembro de 2009, quando o ministro das comunicações Hélio Costa veio a São Luís assinar as concessões para ela e mais duas emissoras. Porém, ela só implantou a nova tecnologia anos depois, em 15 de março de 2018, sendo a última das quatro emissoras próprias da TV Brasil. Nesta data, a emissora iniciou suas transmissões experimentais através do canal digital 34 UHF, em baixa potência, impedindo a captação em áreas distantes da torre de transmissão. Juntamente com o sinal, entrou no ar o subcanal 2.2, transmitindo a programação da TV NBR. A partir de 20 de março, a potência foi estabilizada, e o sinal pôde ser captado em todo o raio de cobertura, sendo lançado oficialmente em 26 de março, durante o Repórter Maranhão, que também passava a ir ao ar em alta definição pela primeira vez. Em 10 de abril de 2019, o subcanal 2.2 passou a ser o canal secundário da TV Brasil, em razão da fusão da NBR com a emissora.